# Jan Čaloun
Jan Čaloun (Ústí nad Labem, 20 dicembre 1972) è un ex hockeista su ghiaccio ceco, fino al 1993 cecoslovacco.

## Carriera

### Club
È alto 178 cm e pesa 80 kg, ed è un'ala destra di stecca destra. Fu selezionato dai San Jose Sharks nel 1992 come quarta scelta (75º assoluto), quando giocava in patria con il Litvinov Chemopetrol.
La sua carriera si è dipanata poi perlopiù nelle serie minori nordamericane (IHL e AHL) e - soprattutto - nel campionato finlandese (tre stagioni e mezzo ad Helsinki, tre a Espoo). Riesce comunque a raccogliere anche alcune presenze in NHL (24, con San Jose Sharks e Columbus Blue Jackets).
Nel 2004-05 si trasferì per un breve periodo in Russia, per poi tornare in quella stessa stagione in Repubblica Ceca. Dalla stagione 2005-06 si è trasferito all'HC Pardubice. Nel 2010 annunciò il ritiro.

### Nazionale
Con la maglia della nazionale della Cecoslovacchia gioca il campionato europeo giovanile 1990 e il mondiale juniores 1992.
Con quella della neonata Rep. Ceca raggiunse il primo successo nel 1993: il bronzo ai mondiali maggiori.
Čaloun riconquistò la nazionale solo dopo esser tornato in Europa. Nel 1998 fece parte della spedizione olimpica che conquistò il titolo a Nagano 1998, mentre nel 1999 conquistò il titolo mondiale.

## Palmarès

### Club
- Campionato finlandese: 1

HIFK: 1997-1998

### Nazionale
- Giochi olimpici: 1

Nagano 1998
- Campionato mondiale di hockey su ghiaccio: 1

Norvegia 1999

### Individuale
- AHL Second All-Star Team: 1

1996-1997
- SM-liiga All-Star Team: 2

1997-1998, 1998-1999
- Capocannoniere della SM-liiga: 1

2002-2003 (55 punti)
- Capocannoniere del Campionato mondiale di hockey su ghiaccio Under-20: 1

Germania 1992 (9 punti)